# Farkas Béla (színművész)
Farkas Béla (Marosvásárhely, 1866. október 17. – Marosvásárhely, 1929. május 12.) színész. 

## Pályafutása
1885-ben lépett a színipályára, Völgyi György társulatánál. Három évig tartó katonáskodás után Dobó Sándornál játszott (1890-ben), 1892-ben Simándy Zsigmond, 1895-96-ban Sághy Zsigmond, majd 1896-97-ben újból Dobó Sándorhoz került. 1898-ban Bokody Antalhoz kapott meghívást, 1900-ban Gáspár Jenőnél játszott. 1901-ben Budán szerepelt, majd innen vidékre szerződött. 1902-03-ban Makó Lajos, 1904-05-ben Nádassy József voltak igazgatói. 1906. április 19-én fellépett a Népszínházban, Csepreghy Ferenc Piros bugyellárisában Peták káplár szerepében. 1907-08-ban Szilágyi Dezső, 1909-10-ben Balta Kálmán társulatában lépett színpadra. 1922. szeptember 1-én nyugalomba vonult.

## Fontosabb színházi szerepei
- Cléante (Moliére: Harpagon, a fösvény)
- Mirator, csendőrkapitány (Varney: A kék asszony)
- Hefterding, lelkész (Sudermann: Otthon)
- Clement Latour, gróf (Sardou: Odette)
- Duval Henry (Bisson-Mars: Válás után)
- Schnick, bíró (Zeller: A madarász)